# Über die Präventivwirkung des Nichtwissens
Über die Präventivwirkung des Nichtwissens. Dunkelziffer, Norm und Strafe ist eine aus einem Vortrag entstandene Schrift des deutschen Soziologen Heinrich Popitz aus dem Jahr 1968, die zu den kriminologischen Grundlagentexten gezählt wird. Darin wird die Hypothese aufgestellt, dass die Dunkelziffer normstabilisierende Kraft hat. Wären alle Normabweichungen bekannt, würde das Normsystem geschwächt. Bei Ahndung aller Normenbrüche würde das Normensystem zusammenbrechen und mit ihm die Gesellschaft.

## Inhalt
Anfangs nennt Popitz die auf Émile Durkheim und George Herbert Mead zurückgehende soziologische Grundannahme, dass die strafende Reaktion auf einen Normbruch sich nicht allein gegen einen Einzelnen richte, sondern auch Zusammenhalt und Solidarität des Kollektivs durch dessen gemeinsame Ablehnung eines Abweichers, Außenseiters oder Angreifers stärke.
Danach zitiert er Passagen aus der Glosse On Being Found out des englischen Erzählers William Makepeace Thackeray, die mit dem Satz beginnen: „Stellen Sie sich einmal vor, daß jeder der ein Unrecht begeht, entdeckt und entsprechend bestraft wird.“ Thackeray schildert im Folgenden eine utopische Gesellschaft, in der jeder alles über jeden weiß, was eine nicht endende Abfolge von Strafen nach sich zieht. Popitz kommentiert die Glosse mit der Aussage: „Diese Gesellschaft, die er schildert, ist zwar höchst unangenehm, aber wir brauchen glücklicherweise nicht zu befürchten, einmal in sie hineinzugeraten. Es ist eine unmögliche Gesellschaft.“
Die Unmöglichkeit einer solchen Gesellschaft begründet er dann damit, dass drei Annahmen Thackerays fragwürdig (unmöglich) sind:
- Die psychologische Unmöglichkeit der Durchsetzung totaler Verhaltensinformation, in einer solchen Gesellschaft gäbe es keine Geheimnisse.
- Die organisatorische Unmöglichkeit der Durchsetzung totaler Verhaltensinformation, sie würde ein absolutes Spitzel- und Beichtzwangssystem erfordern.
- Kein soziales Normensystem würde lückenlose Information über abweichendes Verhalten unbeschädigt überstehen: „Eine Gesellschaft, die jede Verhaltensabweichung aufdeckte, würde zugleich die Geltung ihrer Normen ruinieren . (...) Normbrüche sind unvermeidbar. Aber es ist vermeidbar – und es wird stets vermieden – daß sie alle ans Tageslicht kommen.“[3]

Sanktionen können laut Popitz ihre Schutzfunktionen nur erfüllen, wenn sie quantitativ auf einen bestimmten Spielraum beschränkt bleiben, der kleiner ist, als alltäglich angenommen wird. Die Nichtentdeckung von Normbrüchen sei zur Entlastung des Sanktionssystems wesentlich: „Wenn die Norm nicht mehr oder zu selten sanktioniert wird, verliert sie ihre Zähne, – muß sie dauernd zubeißen, werden die Zähne stumpf.“
Zusammengefasst behauptet Popitz, dass die Strafe ihre soziale Wirkung nur so lange bewahren könne, wie die Mehrheit der Menschen nicht bekomme, was sie verdiene, weil andernfalls die Rechtsordnung zusammenbräche.

## Kriminologische Bedeutung
Mit der Popitz-Schrift wird die klassische Annahme Durkheims bestätigt, dass Verbrechen bis zu einem gewissen Umfang für die Integration einer Gesellschaft funktional sind. Sie müssen nur im öffentlichen Bewusstsein eine Ausnahme bleiben. Daniela Klimke und Aldo Legnaro betonen, dass Popitz die alltagstheoretische Gewissheit hinterfrage, nach der Normbrüche möglichst zahlreich aufgedeckt werden sollen. Er nehme dem Dunkelfeld und dem Nichtwissen den Schauer, indem er sie als notwendige Bedingung von Gesellschaft analysiert. Eine vollständige Aufdeckung der Devianz würde die Illusion der Normgeltung und damit die Grundlage von Soziabilität stören.

## Ausgaben
- Über die Präventivwirkung des Nichtwissens. Dunkelziffer, Norm und Strafe. Mohr (Siebeck), Tübingen 1968.
- Über die Präventivwirkung des Nichtwissens. Mit einer Einführung von Fritz Sack und Hubert Treiber, Berliner Wissenschafts-Verlag, Berlin 2003, ISBN 978-3-8305-0522-8.
- Über die Präventivwirkung des Nichtwissens. In: Heinrich Popitz, Soziale Normen. Herausgegeben von Friedrich Pohlmann und Wolfgang Eßbach, Suhrkamp, Frankfurt am Main 2006, ISBN 978-3-518-29394-2, S. 158–174.
- Heinrich Popitz. Über die Präventivwirkung des Nichtwissens. Dunkelziffer, Norm und Strafe, Tübingen 1968, J.C.B. Mohr, in gekürzter Fassung. In: Daniela Klimke und Aldo Legnaro, Kriminologische Grundlagentexte. Springer VS, Wiesbaden 2016, ISBN 978-3-658-06503-4, S. 33–46.